# ユー・アー・ザ・ワン
『ユー・アー・ザ・ワン』(You're the One)は2000年に発表されたポール・サイモンによる10作目のソロ・アルバム。
2001年、グラミー賞最優秀アルバムにノミネートされた。

## 収録曲
すべてポール・サイモン作曲。
1. 魂の帰る場所 - "That's Where I Belong" – 3:12
2. 愛しのロレイン - "Darling Lorraine" – 6:39
3. オールド - "Old" – 2:19
4. ユー・アー・ザ・ワン - "You're the One" – 4:27
5. ティーチャー - "The Teacher" – 3:36
6. よく見てごらん - "Look at That" – 3:54
7. 涙を束ねたネックレス - "Señorita with a Necklace of Tears" – 3:41
8. ラヴ - "Love" – 3:50
9. 豚と羊と狼と - "Pigs, Sheep and Wolves" – 3:58
10. ハリケーン・アイ - "Hurricane Eye" – 4:12
11. 静けさの彼方に - "Quiet" – 4:17

2004年再発売盤以降のボーナストラック
1. 魂の帰る場所（ライヴ） - "That's Where I Belong (Live)" – 3:42
2. オールド（ライヴ） - "Old (Live)" – 2:40
3. ハリケーン・アイ（ライヴ） - "Hurricane Eye (Live)" – 6:00